# 金华乡 (长白县)
金华乡，是中华人民共和国吉林省白山市长白朝鲜族自治县下辖的一个乡镇级行政单位。

## 行政区划
金华乡下辖以下地区：
金华村、十六道沟村、十七道沟村、三蒲村、梨田村和鸠谷村。